# Berlinzulage
Die Berlinzulage (umgangssprachlich auch Zitterprämie) war zu Zeiten der deutschen Teilung ein staatlicher Zuschuss für alle in West-Berlin beschäftigten Arbeitnehmer.
Sie wurde als Ausgleich für die längeren Wege ins „Umland“  – also die Randbezirke der Stadt – und die durch längere Transportwege der Waren bedingten höheren Lebenshaltungskosten gezahlt und sollte insbesondere dem Arbeitskräftemangel entgegenwirken, zumal die Abgeschnittenheit Berlins durch die DDR von vielen Menschen als Nachteil gesehen wurde. Die Berlinzulage sollte der Abwanderung nach Westdeutschland entgegenwirken und zudem junge Menschen in die Stadt locken.
Die Berlinzulage betrug acht Prozent des Bruttogehalts. Sie war steuerfrei. Die Zulage wurde bei der Lohn- bzw. Gehaltsabrechnung des Arbeitgebers errechnet und ausgezahlt. Dabei wurde der Bruttolohn (BL) so aufgerundet, dass er durch zehn teilbar war.
Beispiel: BL = 1742,83 DM, aufgerundet auf 1750,00 DM = Bemessungsgrundlage für die Berlinzulage.
Die Berlinzulage wurde 1971 durch das Berlinförderungsgesetz eingeführt. Sie lief am 31. Dezember 1994 aus. Nach der deutschen Wiedervereinigung war die Zulage zwischen 1990 und 1994 in mehreren Stufen reduziert worden.
Die Kosten der Zulage beliefen sich auf umgerechnet etwa 1,4 Milliarden Euro jährlich.